# Historia de los judíos en la República Checa
Los judíos en los países checos que conforman actualmente la República Checa (Bohemia, Moravia y Silesia) tienen un predominante origen asquenazí. La actual comunidad judía checa es tan sólo una fracción de la que existía en la Checoslovaquia previa a la Segunda Guerra Mundial. En 2005 había registro de cuatro mil judíos residiendo en el país, repartidos en diez pequeñas pero significativas comunidades (siete en Bohemia y tres en Moravia). La principal organización judeocheca es la Federación de Comunidades Judías (Federace židovských obcí, FŽO). Las sinagogas ofician su servicio religioso regularmente en Praga y otras ciudades. El país alberga una de las mayores cantidades de cementerios judíos de Europa, con más de 1.100 sitios de entierro judíos documentados, siendo el Antiguo Cementerio Judío de Praga uno de los primeros fundados en el continente. 

## Historia
En 1292 el rey Otakar II publicó el Statuta Judaeorum, un privilegio que otorgó un estatus de autonomía administrativa a la comunidad judía dentro del Reino de Bohemia. Los judíos han tenido una importante presencia y relevancia en esta parte de Europa, en la vida social, económica, política, científica y artística checa, entre otros ámbitos, desde en un comienzo cuando los actuales territorios checos formaban parte del Imperio austrohúngaro, como más tarde tras la fundación de Checoslovaquia en 1918. De acuerdo a estadísticas censales, en 1930 Checoslovaquia (incluyendo la región de Rutenia subcarpática) contaba con una población judía de 356.830 habitantes.
Durante la Alemania nazi, Checoslovaquia fue ocupada convirtiéndose gran parte del territorio en el Protectorado de Bohemia y Moravia, en consecuencia, miles de judeochecos sufrieron las persecuciones antisemitas del Holocausto. La mayoría de ellos fueron enviados a campos de exterminio como Auschwitz, Treblinka y otros. En un comienzo, los judíos eran enviados al Campo de concentración de Theresienstadt para luego ser ejecutados. No obstante, muchos niños checoslovacos pudieron ser salvados y enviados al Reino Unido u otros países aliados durante el rescate denominado Kindertransport.
Con el establecimiento del régimen comunista checoslovaco entre 1948 y 1989, muchas familias judías sufrieron la confiscación de sus bienes y propiedades, además de verse restringida la libertad de culto, en consecuencia, las actividades religiosas del judaísmo también se vieron afectadas.
Otro sitio destacado de la comunidad judía checa es el barrio judío de Třebíč, que fue declarado como Patrimonio de la Humanidad de la UNESCO en 2003.

## Judíos en Praga

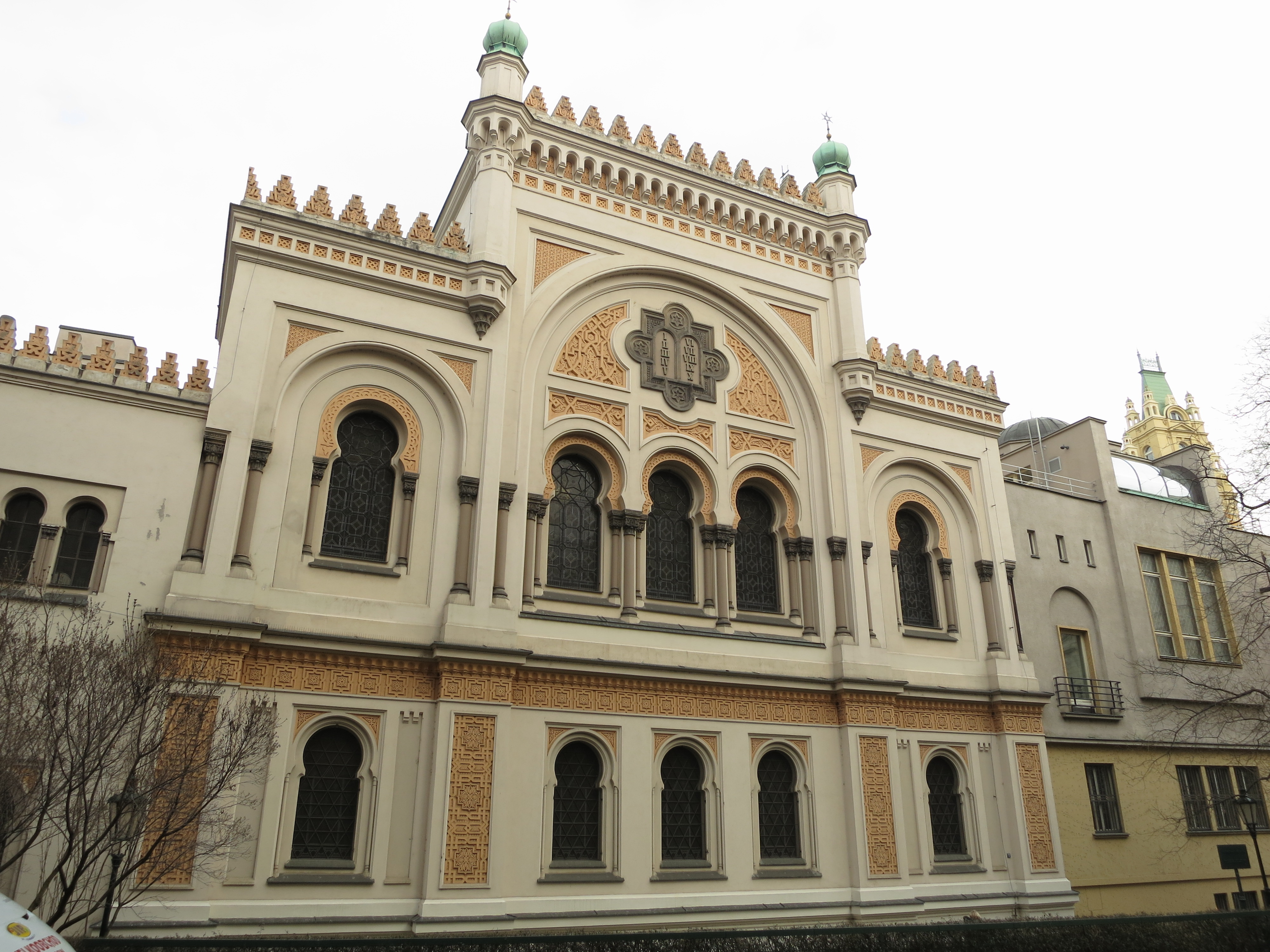
Sinagoga Española de Praga

Los primeros registros sobre el establecimiento de las primeras comunidades judías en Praga datan del siglo X. No fue hasta el siglo XVI cuando comenzó la época dorada para los judíos en la ciudad. El barrio praguense de Josefov (Josefstadt en alemán) es donde históricamente se ha concentrado el barrio judío de la ciudad, fue también convertido en gueto por los nazis. Allí es donde se encuentran las principales singagogas de Praga, entre las que destacan la Sinagoga Vieja-Nueva, una de las más antiguas de Europa; la Sinagoga Española, de estilo mudéjar y la Sinagoga Maisel, nombrada así en honor a Mordecai Maisel, alcalde del barrio y uno de los principales benefactores de la comunidad judía praguense.
Uno de los más famosos judíos de Praga fue Rabbi Judah Loew, un rabino del siglo XVI quien fue conocido como el "Maharal de Praga" y por haber creado el mito del Golem, quien supuestamente habitaba en la Sinagoga Vieja-Nueva.

## Judíos en Brno

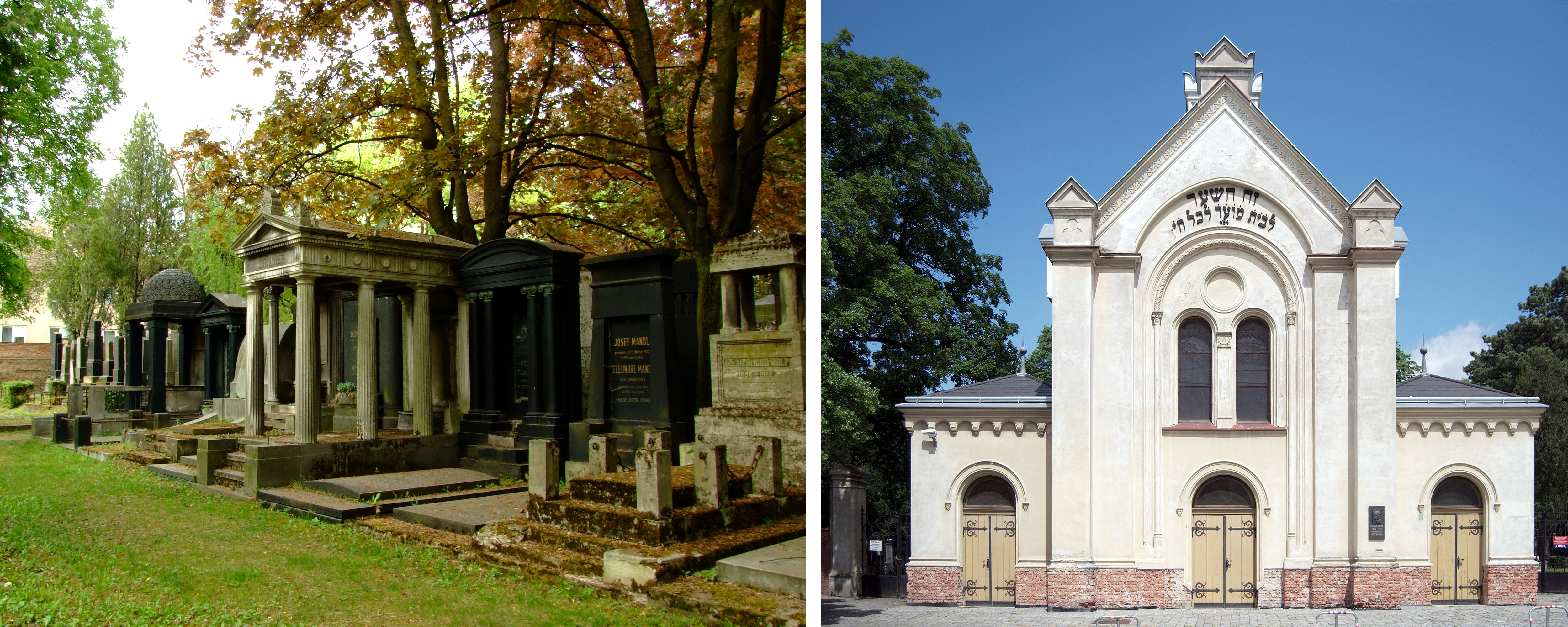
Cementerio y sala de ceremonias judía de Brno

La comunidad judía en Brno ha cohabitado pacíficamente por siglos junto a otros grupos étnicos en la ciudad. El dialecto hablado en el área de Brno, el Hantec, es una mezcla entre los idiomas checo, alemán y yidis. 
Los arquitectos judeochecos Heinrich Blum, Ernst Wiesner, Otto Eisler, Norbert Troller, entre otros, fueron los precursores del estilo internacional (modernismo y funcionalismo) en Brno que fueron formados o comenzaron sus primeras obras en la ciudad. La Villa Tugendhat, la estructura funcionalista más emblemática de la ciudad, fue construida para la familia Tugendhat, de origen judío germanoparlante. 
En el barrio de Brno-Židenice se encuentra el cementerio judío de la ciudad, fundado en 1852 y en la actualidad cuenta con más de nueve mil tumbas, mientras que a un costado del recinto se ubica el tanatorio y sala de ceremonias.